# Angiostrongylus
Angiostrongylus (Syn. Haemostrongylus (Railliet & Henry, 1907)) ist eine Gattung der Fadenwürmer, die in der Lunge, den Lungenarterien, im rechten Herzvorhof oder den Gekrösearterien von Säugetieren oder Vögeln parasitieren. Die Gattung enthält 21 Arten, zwei davon – der Ratten-Lungenwurm und A. costaricensis – haben zoonotischen Charakter. Bei allen Arten scheidet der Endwirt die Erstlarve mit dem Kot aus und die weitere Entwicklung erfolgt in als Zwischenwirt fungierenden Schnecken. Die Ansteckung des Endwirts erfolgt durch die Aufnahme von Schnecken oder indirekt über ihre Ausscheidungen bzw. Stapelwirte.

## Merkmale
Die Vertreter von Angiostrongylus haben eine gut ausgebildete, deutlich vom Körper abgesetzte Begattungstasche mit einem terminalen Einschnitt. Ihre bauchseitigen Rippen sitzen an einem gemeinsamen Strang. Die Rippe des rückenseitigen Lappens der Begattungstasche ist vorhanden und ist am Ende häufig fein verzweigt. Das Gubernaculum ist schwach entwickelt oder fehlt ganz. Vulva und Anus liegen nicht endständig. Der Anus ist häufig mit kleinen Papillen besetzt, der Schwanz ist abgerundet.

## Arten
Zur Gattung gehören 21 Arten, wobei die Zuordnung einiger nicht gesichert ist:
- Angiostrongylus cantonensis – Ratten-Lungenwurm
- Angiostrongylus chabaudi
- Angiostrongylus costaricensis
- Angiostrongylus daskalovi
- Angiostrongylus dujardini
- Angiostrongylus felineus
- Angiostrongylus gubernaculatus
- Angiostrongylus lenzii
- Angiostrongylus mackerrasae
- Angiostrongylus malaysiensis
- Angiostrongylus morerai
- Angiostrongylus ryjikovi
- Angiostrongylus petrowi
- Angiostrongylus raillieti
- Angiostrongylus sandarsae
- Angiostrongylus schmidti
- Angiostrongylus sciuri
- Angiostrongylus siamensis
- Angiostrongylus sp.
- Angiostrongylus tateronae
- Angiostrongylus ten incertae sedis
- Angiostrongylus vasorum – Französischer Herzwurm

## Befall des Menschen
Zwei Arten können menschliche Erkrankungen hervorrufen: Angiostrongylus cantonensis und Angiostrongylus costaricensis. Angiostrongylus cantonensis kommt in einigen Gebieten Asiens vor. Er kann eine eosinophile Meningitis hervorrufen.
Angiostrongylus costaricensis wurde in Costa Rica entdeckt, kommt aber auch in Zentralamerika, Südamerika und der Karibik vor. Ratten, Marmosetten und Weißrüssel-Nasenbären sind die eigentlichen Wirte. Die Wurmeier gelangen über Abwasser in Süßwasserkrabben und Krebse. Die Infektion erfolgt überwiegend durch Verzehr von schlecht gekochten Krebsen. Die Infektion kann eine Blinddarmentzündung  vortäuschen.